# Ruwenzorornis johnstoni
Il turaco del Ruwenzori (Ruwenzorornis johnstoni Sharpe, 1901) è un uccello della famiglia Musophagidae e unico rappresentante del genere Ruwenzorornis.

## Sistematica
Ruwenzorornis johnstoni ha tre sottospecie:
- Ruwenzorornis johnstoni johnstoni
- Ruwenzorornis johnstoni kivuensis
- Ruwenzorornis johnstoni bredoi

## Distribuzione e habitat
Questo uccello vive nell'Africa centrale, più precisamente nella Repubblica Democratica del Congo, in Uganda, Burundi e Ruanda.